# بريزيغيلا
بريزيغيلا (بالإيطالية: Brisighella)‏ هي بلدية في مقاطعة رافينا في إقليم إميليا رومانيا الإيطالي.

## السكان
في سنة 1861 بلغ عدد السكان 11٬459 نسمة، وتطور العدد ليصل في سنة 2011 لـ 7٬664 نسمة.
يظهر هذا المخطط البياني تطور النمو السكاني لـ بريزيغيلا

## توأمة
لبريزيغيلا اتفاقيات توأمة مع:
- تسفينغنبرغ